# George van Oldenburg

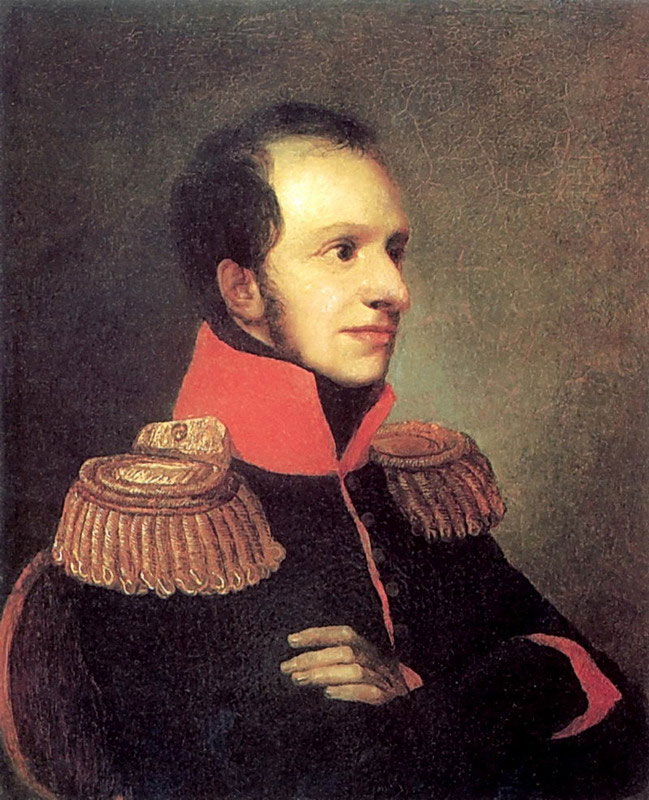

Peter Frederik George van Holstein-Gottorp (Oldenburg, Duitsland, 9 mei 1784 – Tver, Rusland, 27 december 1812), hertog van Oldenburg, was de zoon van hertog Peter I van Oldenburg en diens echtgenote, Frederika van Württemberg. Zijn moeder was een dochter van hertog Frederik Eugenius van Württemberg. George was de broer van August van Oldenburg.
Hij stierf op 27 december 1812 op 28-jarige leeftijd aan tyfus. Na zijn dood hertrouwde Catharina met koning Willem I van Württemberg en werd daardoor koningin van Württemberg.

## Huwelijken en kinderen
Peter Frederik George huwde op 3 augustus 1809 op het paleis te Peterhof, Rusland, met grootvorstin Catharina Paulowna van Rusland, een dochter van tsaar Paul I van Rusland. Zij schonk hem twee kinderen:
- Alexander (1810-1829)
- Peter (1812-1881), huwde met Theresia van Nassau, een dochter van Willem van Nassau.